# Arman
Arman va ser un petit regne de la regió de l'alt Eufrates, segurament a l'est d'Ebla. Sargon I d'Accad el va sotmetre, i el seu net Naram-Sin parla del seu rei, que es deia Rishadad.

## Reis
- Rishadad